# Amber Tamblyn
Amber Rose Tamblyn (ur. 14 maja 1983 w Santa Monica w stanie Kalifornia) – amerykańska aktorka i poetka.

## Życiorys
Urodziła się 14 maja 1983 w Santa Monica jako córka Russa Tamblyna i Bonnie Murray. W wieku dziesięciu lat zagrała Pippi Pończoszankę w szkole Santa Monica Alternative School House. Wkrótce potem rozpoczęła profesjonalną karierę aktorską.

## Filmy
- 2002: Dziesięć minut później – Trąbka jako Kate
- 2002: The Ring jako Katie Embry
- 2005: Stowarzyszenie wędrujących dżinsów jako Tabitha „Tibby” Tomko Rollins
- 2006: Spiral
- 2006: Przypadek Stephanie Daley jako Stephanie Daley
- 2006: The Grudge – Klątwa 2 jako Aubrey Davis
- 2007: Normal Adolescent Behaviour jako Wendy
- 2008: The Russell Girl jako Sarah Russell
- 2008: Stowarzyszenie wędrujących dżinsów 2 jako Tibby
- 2008: Winda jako Claudia
- 2009: Babskie wakacje
- 2009: Ponad wszelką wątpliwość jako Ella Crystal
- 2010: 127 godzin jako Megan McBride

## Seriale
- 1995–2001: Szpital miejski jako Emily Quartermaine
- 2003–2005: Joan z Arkadii jako Joan Girardi
- 2007: Babylon Fields jako Janine Wunch
- 2010–2012: Dr House jako Martha M.Masters, siódmy i ósmy sezon serialu, nadawane od 20 września 2010 do 21 maja 2012[1].
- od 2013: Dwóch i pół  jako Jenny